# Terminator 3: War of the Machines
Terminator 3: War of the Machines es un videojuego de disparos en primera persona basado en la serie de películas Terminator. Fue lanzado el 28 de noviembre de 2003, posterior al estreno de Terminator 3: Rise of the Machines. Se sitúa en 2029, cuando la red inteligente Skynet y sus exterminadores se enfrentan a la resistencia humana por el control mundial.
El juego permite elegir a cualquiera de los dos bandos y luchar contra sus respectivos rivales.

## Skynet
A continuación, se detallan las máquinas incondicionales preparadas para acabar con cualquier indicio de la vida humana:
- Infiltrado. Son agentes de Skynet disfrazados como humanos para mezclarse entre las fuerzas de Tech-Com. Pueden equiparse con un cañón rotatorio, un cañón de plasma o una SAW. Son bastante resistentes.

- T-900 Suministro. Están equipados con un arma láser de buena cadencia de fuego equipada con un potente lanza granadas, además lleva paquetes de munición para auto recargarse o cargar al T-900 Pesado.

- T-900 Pesado. Pueden equiparse con armamento pesado: el cañón de plasma y el cañón térmico. Además, indican a la nave HK qué bases atacar.

- Asesino Volador (FK). Vistos por primera vez en el film Terminator 3: Rise of the Machines, están disponibles en los niveles del futuro y del presente. Son pequeños exterminadores voladores que pueden disparar con cañones láser gemelos o misiles dobles. Tienen una energía demasiado baja por lo que son ágiles pero debiles

- T-1. Son la primera generación de exterminadores. Solo pueden usarse en los niveles situados en el presente. Están equipados con 2 cañones rotatorios gemelos, ideales para arrasar grandes grupos de infantería.

## Tech-Com
Soldados de la resistencia humana preparados para erradicar a la Skynet. Cabe destacar que todas las unidades de infantería de Tech-Com poseen un revólver reglamentario. Además, dependiendo de la época, el armamento de las unidades difiere.
- Cazador. Soldado básico de infantería que está equipado con rifles de asalto y granadas. Los rifles de asalto pueden ser: una variante de la M16A2 Granada. Esta arma posee buena cantidad de munición por cada cartucho. Asimismo, tiene un útil lanza granadas y un fusil ACW (solo disponible en los tiempos post-apocalípticos) que tiene mucha más cantidad de munición que el otro rifle, aunque inferior en balas por cartucho. El cazador está equipado con un lanza granadas que puede disparar casi ininterrumpida mente. También se puede escoger entre granada de fragmentación o granada de IEM.

- Cazador pesado. Esta unidad carga armamento y blindaje más pesado. Puede equiparse con un cañón de plasma, un rotatorio o bien un lanzacohetes que si se apunta a un objetivo un cierto tiempo, se vuelve rastreador. Solo puede equiparse con granadas de fragmentación.

- Scout. Utilizan rifles de francotirador para derribar exterminadores. Estos pueden ser: una variante del Barrett 50 o uno semiautomático. Granadas de fragmentación o de IEM y, además, posee un aparato explosivo de alto poder que se lanza a una distancia considerable.

- Unidad de suministro. Como su nombre indica, pueden suministrar munición y vida a ellos mismos o bien a los aliados cercanos. Sus armas pueden ser: una ametralladora SAW o un fusil de plasma de alta cadencia de fuego. Resulta ideal contra las máquinas. Además de granadas de fragmentación puede equiparse con una bomba de explosivo plástico. Hay que ser precavido en su uso, ya que se lanza a corta distancia y su daño es mucho mayor que el aparato explosivo del Scout, por lo que puede matar al jugador si este no se encuentra a una distancia prudente.

- Terminator. Exterminador re-programado con la apariencia y voz de Arnold Schwarzenegger, que puede usar las mismas armas que un «Cazador pesado» y utilizar vehículos humanos, pero no puede portar granadas.

- Datos: Q2443996